# NGC 850
NGC 850 est une galaxie lenticulaire située dans la constellation de la Baleine. NGC 850 a été découverte par l'astronome germano-britannique William Herschel en 1785.

## Caractéristiques
Sa vitesse par rapport au fond diffus cosmologique est de 7 904 ± 25 km/s, ce qui correspond à une distance de Hubble de 116,6 ± 8,2 Mpc (∼380 millions d'al).
À ce jour, une mesure non basée sur le décalage vers le rouge (redshift) donne une distance d'environ 103,000 Mpc (∼336 millions d'al). Cette valeur est légèrement à l'extérieur des valeurs de la distance de Hubble. Notons cependant que c'est avec la valeur moyenne des mesures indépendantes, lorsqu'elles existent, que la base de données NASA/IPAC calcule le diamètre d'une galaxie et qu'en conséquence le diamètre de NGC 850 pourrait être d'environ 50,9 kpc (∼166 000 al) si on utilisait la distance de Hubble pour le calculer.